# Acellalis
Acellalis is een geslacht van vlinders uit de familie van de grasmotten (Crambidae). De wetenschappelijke naam van dit geslacht is voor het eerst voorgesteld door Arnold Pagenstecher in een publicatie uit 1884.
Dit geslacht is monotypisch, dat wil zeggen dat het maar één soort heeft namelijk Acellalis iridalis Pagenstecher, 1884.